# Copa Libertadores Femenina 2016
La Copa Libertadores Femenina 2016 fue la octava edición del torneo sudamericano de fútbol femenino a nivel de clubes, que se disputó por primera vez en Uruguay, ya que las 7 ediciones anteriores se jugaron en Brasil (6 primeras ediciones) y en Colombia (edición anterior). En esta versión de la copa el campeón fue Sportivo Limpeño de Paraguay además también de que se rompió la hegemonía de solo equipos brasileños y un chileno campeones del certamen. Los estadios sede de esta edición se ubican en las ciudades de Montevideo y Colonia del Sacramento.

## Formato
El torneo se lleva a cabo con los campeones de las diez asociaciones nacionales de la Conmebol, el campeón vigente y un cupo adicional para el país anfitrión. Los partidos se disputan en las ciudades de Montevideo y Colonia. Los equipos se dividieron en 3 grupos, de los cuales clasifican a semifinales los primeros de cada grupo, más el mejor segundo.
Los cabezas de serie fueron: Grupo A, Colón (Uruguay), por el Grupo B, Nacional (Uruguay) y por el Grupo C, Ferroviaria (Brasil).

## Equipos participantes
| País                            | Equipo                       | Vía de clasificación                                                                                      |
| ------------------------------- | ---------------------------- | --- |
| Argentina 1 cupo                | UAI Urquiza                  | Campeón del Torneo de 2016                                                                                |
| Bolivia 1 cupo                  | San Martín de Porres         | Campeón del Torneo Nacional de Clubes Campeones 2016                                                      |
| Brasil 1 cupo + campeón vigente | Ferroviária Foz Cataratas FC | Campeón de Copa Libertadores Femenina 2015 Tercer puesto del Campeonato Brasileño de Fútbol Femenino 2015 |
| Chile 1 cupo                    | Colo-Colo                    | Ganador del duelo entre el campeón del Torneo Apertura 2015 y el campeón del Torneo Clausura 2015         |
| Colombia 1 cupo                 | Generaciones Palmiranas      | Campeón del Campeonato Nacional de Clubes Femenino 2016                                                   |
| Ecuador 1 cupo                  | Unión Española               | Campeón del Campeonato Ecuatoriano de 2015                                                                |
| Paraguay 1 cupo                 | Sportivo Limpeño             | Campeón del Campeonato Paraguayo 2015                                                                     |
| Perú 1 cupo                     | Universitario de Deportes    | Campeón del Campeonato Peruano de Fútbol Femenino de 2015                                                 |
| Uruguay 2 cupos                 | Colón Nacional               | Campeón del Campeonato Uruguayo de 2015 Subcampeón del Campeonato Uruguayo de 2015 (cupo anfitrión)       |
| Venezuela 1 cupo                | Estudiantes de Guárico       | Campeón de la Liga Nacional de Fútbol Femenino de Venezuela 2014/15                                       |

## Sedes
Los recintos que se utilizaron en el evento fueron el Estadio Charrúa (Montevideo) y el Campus Municipal Profesor Alberto Suppici (Colonia del Sacramento).
| Montevideo                        | Colonia del Sacramento                                      |
| --------------------------------- | ----------------------------------------------------------- |
| Estadio Charrúa Capacidad: 14.000 | Campus Municipal Profesor Alberto Suppici Capacidad: 15.000 |
|                                   |                                                             |

## Primera fase
Los horarios de los partidos son a GMT-3, hora de Uruguay.

### Grupo A
| Equipo                    | Pts. | PJ | PG | PE | PP | GF | GC | DG  |
| ------------------------- | ---- | -- | -- | -- | -- | -- | -- | --- |
| Sportivo Limpeño          | 7    | 3  | 2  | 1  | 0  | 7  | 2  | 5   |
| Colón                     | 6    | 3  | 2  | 0  | 1  | 8  | 4  | 4   |
| UAI Urquiza               | 4    | 3  | 1  | 1  | 1  | 3  | 2  | 1   |
| Universitario de Deportes | 0    | 3  | 0  | 0  | 3  | 0  | 10 | −10 |

| 6 de diciembre de 2016, 15:00 | Sportivo Limpeño                                     | 4:0 (3:0) | Universitario de Deportes | Estadio Charrúa, Montevideo |                         |
|                               | Liz Peña 5' 60' · Rosa Aquino 10' · Marta Agüero 42' | Reporte   |                           | Árbitra: Susana Corella     | Árbitra: Susana Corella |

| 6 de diciembre de 2016, 17:30 | Colón                                 | 2:1 (1:0) | UAI Urquiza            | Estadio Charrúa, Montevideo |                        |
|                               | Yamila Badell 63' · Oriana Altuve 72' | Reporte   | 40' Cecilia Domenguini | Árbitra: Edina Batista      | Árbitra: Edina Batista |

| 9 de diciembre de 2016, 15:00 | UAI Urquiza                                  | 2:0 (1:0) | Universitario de Deportes | Estadio Charrúa, Montevideo |                          |
|                               | Florencia Bonsegundo 45' · Belén Potassa 69' |           |                           | Árbitra: Shirley Cornejo    | Árbitra: Shirley Cornejo |

| 9 de diciembre de 2016, 17:30 | Colón                                 | 2:3 (0:1) | Sportivo Limpeño                                          | Estadio Charrúa, Montevideo |                       |
|                               | Oriana Altuve 21' · Yamila Badell 26' |           | 14' Griselda Garay · 64' Liza Larrea · 74' Carmen Benítez | Árbitra: Paola Barria       | Árbitra: Paola Barria |

| 12 de diciembre de 2016, 15:00 | UAI Urquiza | 0:0     | Sportivo Limpeño | Estadio Charrúa, Montevideo  |                              |
|                                |             | Reporte |                  | Árbitra: María Victoria Daza | Árbitra: María Victoria Daza |

| 12 de diciembre de 2016, 17:30 | Colón                                                          | 4:0 (2:0) | Universitario de Deportes | Estadio Charrúa, Montevideo |                        |
|                                | Oriana Altuve 32' 88' · Stefany Suarez 59' · Yamila Badell 64' | Reporte   |                           | Árbitra: Edina Batista      | Árbitra: Edina Batista |

### Grupo B
| Equipo                  | Pts. | PJ | PG | PE | PP | GF | GC | DG  |
| ----------------------- | ---- | -- | -- | -- | -- | -- | -- | --- |
| Foz Cataratas FC        | 9    | 3  | 3  | 0  | 0  | 8  | 2  | 6   |
| Generaciones Palmiranas | 4    | 3  | 1  | 1  | 1  | 8  | 3  | 5   |
| San Martín de Porres    | 4    | 3  | 1  | 1  | 1  | 5  | 5  | 0   |
| Nacional                | 0    | 3  | 0  | 0  | 3  | 2  | 13 | -11 |

| 7 de diciembre de 2016, 15:00 | Generaciones Palmiranas | 1:1 (1:1) | San Martín de Porres | Estadio Charrúa, Montevideo |                         |
|                               | Manuela González 44'    |           | 21' Olga Sandoval    | Árbitra: Estela Álvarez     | Árbitra: Estela Álvarez |

| 7 de diciembre de 2016, 17:30 | Nacional             | 1:3 (1:2) | Foz Cataratas FC                                                     | Estadio Charrúa, Montevideo |                            |
|                               | Federica Silvera 27' |           | 7' Camila Grun · 34' Verónica Riveros · 46' Danyelle Helena Da Silva | Árbitra: Eryelitz Escalona  | Árbitra: Eryelitz Escalona |

| 10 de diciembre de 2016, 15:00 | Foz Cataratas FC                                                           | 3:1 (2:0) | San Martín de Porres | Estadio Charrúa, Montevideo |                       |
|                                | Danyelle Helena Da Silva 39' · Hilda Riveros 54' · Giovanna Dos Santos 79' |           | 57' Yanina López     | Árbitra: Nadia Fuques       | Árbitra: Nadia Fuques |

| 10 de diciembre de 2016, 17:30 | Nacional | 0:7 (0:0) | Generaciones Palmiranas                                                    | Estadio Charrúa, Montevideo |                            |
|                                |          |           | 59' 78' 93' Manuela González · 61' 65' 86' Leicy Santos · 70' Ingrid Vidal | Árbitra: Elizabeth Tintaya  | Árbitra: Elizabeth Tintaya |

| 13 de diciembre de 2016, 15:00 | Foz Cataratas FC                             | 2:0 (1:0) | Generaciones Palmiranas | Estadio Charrúa, Montevideo |                       |
|                                | Danyelle Da Silva 25' · Veronica Riveros 65' |           |                         | Árbitra: Paola Barria       | Árbitra: Paola Barria |

| 13 de diciembre de 2016, 17:30 | Nacional           | 1:3 (0:2) | San Martín de Porres                               | Estadio Charrúa, Montevideo |                             |
|                                | Keisy Silveira 48' |           | 18' María Gómez · 28' Yanina López · 73' Olga Cruz | Árbitra: Eryerlitz Escalona | Árbitra: Eryerlitz Escalona |

### Grupo C
| Equipo                 | Pts. | PJ | PG | PE | PP | GF | GC | DG |
| ---------------------- | ---- | -- | -- | -- | -- | -- | -- | -- |
| Estudiantes de Guárico | 7    | 3  | 2  | 1  | 0  | 2  | 0  | 2  |
| Colo-Colo              | 5    | 3  | 1  | 2  | 0  | 4  | 3  | 1  |
| Ferroviária            | 4    | 3  | 1  | 1  | 1  | 6  | 3  | 3  |
| Unión Española         | 0    | 3  | 0  | 0  | 3  | 3  | 9  | -6 |

| 8 de diciembre de 2016, 18:00 | Estudiantes de Guárico | 1:0 (0:0) | Unión Española | Campus Municipal Profesor Alberto Suppici, Colonia |                              |
|                               | Ysaura Viso 53'        |           |                | Árbitra: María Victoria Daza                       | Árbitra: María Victoria Daza |

| 8 de diciembre de 2016, 20:00 | Ferroviaria               | 1:1 (1:1) | Colo-Colo       | Campus Municipal Profesor Alberto Suppici, Colonia |                         |
|                               | Rilany Aguiar Da Silva 6' |           | 69' Karen Araya | Árbitra: Zulma Quiñones                            | Árbitra: Zulma Quiñones |

| 11 de diciembre de 2016, 18:00 | Colo-Colo                                                   | 3:2 (1:0) | Unión Española                               | Campus Municipal Profesor Alberto Suppici, Colonia |                         |
|                                | Karen Araya 42' · Yessenia Huenteo 64' · Francisca Lara 69' |           | 56' Ingrid Rodríguez · 77' Crisbelis Abraham | Árbitra: Sirley Cornejo                            | Árbitra: Sirley Cornejo |

| 11 de diciembre de 2016, 20:00 | Ferroviaria | 0:1 (0:0) | Estudiantes de Guárico | Campus Municipal Profesor Alberto Suppici, Colonia |                         |
|                                |             |           | 81' Ysaura Viso        | Árbitra: Sirley Cornejo                            | Árbitra: Sirley Cornejo |

| 14 de diciembre de 2016, 18:00 | Colo-Colo | 0:0     | Estudiantes de Guárico | Campus Municipal Profesor Alberto Suppici, Colonia |                         |
|                                |           | Reporte |                        | Árbitra: Zulma Quiñonez                            | Árbitra: Zulma Quiñonez |

| 14 de diciembre de 2016, 20:00 | Ferroviaria                                                                                     | 5:1 (4:0) | Unión Española     | Campus Municipal Profesor Alberto Suppici, Colonia |                       |
|                                | Ana Carolina Machado 8' 17' · Raquel Fernándes 53' · Daiane Rodrigues 60' · Patricia Llanos 66' | Reporte   | 28' Luisa Espinoza | Árbitra: Nadia Fuques                              | Árbitra: Nadia Fuques |

### Mejor segundo
El mejor segundo de los tres grupos avanza a las semifinales.
| Equipo                  | Pts. | PJ | PG | PE | PP | GF | GC | DG | Grp. |
| ----------------------- | ---- | -- | -- | -- | -- | -- | -- | -- | ---- |
| Colón                   | 6    | 3  | 2  | 0  | 1  | 8  | 4  | 4  | A    |
| Colo-Colo               | 5    | 3  | 1  | 2  | 0  | 4  | 3  | 1  | C    |
| Generaciones Palmiranas | 4    | 3  | 1  | 1  | 1  | 8  | 3  | 5  | B    |

## Etapa final
|  | Semifinales             | Semifinales             |   |                  | Final                   | Final                   |  |
|  | 17 de diciembre de 2016 | 17 de diciembre de 2016 |   |                  | 20 de diciembre de 2016 | 20 de diciembre de 2016 |  |
|  |                         |                         |   |                  |                         |                         |  |
|  |                         |                         |   |                  |                         |                         |  |
|  | Sportivo Limpeño        | 2                       |   |                  |                         |                         |  |
|  | Foz Cataratas FC        | 0                       |   |                  |                         |                         |  |
|  |                         |                         |   |                  |                         |                         |  |
|  |                         |                         |   |                  |                         |                         |  |
|  |                         |                         |   |                  | Sportivo Limpeño        | 2                       |  |
|  |                         | Estudiantes de Guárico  | 1 |                  |                         |                         |  |
|  |                         |                         |   |                  |                         |                         |  |
|  |                         |                         |   |                  |                         |                         |  |
|  |                         |                         |   |                  | Tercer lugar            |                         |  |
|  |                         |                         |   |                  |                         |                         |  |
|  | Estudiantes de Guárico  | 2                       |   | Foz Cataratas FC | 0 (3)                   |                         |  |
|  | Colón                   | 0                       |   |                  | Colón                   | 0 (1)                   |  |

### Semifinales
| 17 de diciembre de 2016, 18:30 | Sportivo Limpeño                   | 2:0 (1:0) | Foz Cataratas FC | Campus Municipal Profesor Alberto Suppici, Colonia |                         |
|                                | Rosa Aquino 33' · Marta Agüero 64' |           |                  | Árbitra: Estela Álvarez                            | Árbitra: Estela Álvarez |

| 17 de diciembre de 2016, 20:45 | Estudiantes de Guárico                      | 2:0 (1:0) | Colón | Campus Municipal Profesor Alberto Suppici, Colonia |                         |
|                                | Milagros Mendoza 11' · Joemar Guarecuco 81' |           |       | Árbitra: Susana Corella                            | Árbitra: Susana Corella |

### Tercer lugar
| 20 de diciembre de 2016, 18:00 | Foz Cataratas FC                      | 0:0 (3:1 p.)               | Colón                                                               | Campus Municipal Profesor Alberto Suppici, Colonia |  |
|                                |                                       |                            |                                                                     | Árbitra: Elizabeth Tintaya                         |  |
|                                |                                       | Tiros desde el punto penal |                                                                     |                                                    |  |
|                                | Verónica · Maressa · Karla · Danyelle |                            | Stefany Suárez · Cecilia Domeniguini · Yamila Badell · Mariana Pion |                                                    |  |

### Final
| 20 de diciembre de 2016, 20:00 | Sportivo Limpeño                 | 2:1 (0:0) | Estudiantes de Guárico | Campus Municipal Profesor Alberto Suppici, Colonia |                       |
|                                | Liz Peña 70' · Damia Cortaza 89' |           | 55' Paola Villamizar   | Árbitra: Paola Barría                              | Árbitra: Paola Barría |

|                                      |
| Bandera de Paraguay                  |
| Campeón Sportivo Limpeño 1.er título |

## Estadísticas
Fecha de actualización: 20 de diciembre de 2016
| Equipo | Equipo                    | Pts. | PJ | PG | PE | PP | GF | GC | Dif. | Rend.  |
| ------ | ------------------------- | ---- | -- | -- | -- | -- | -- | -- | ---- | ------ |
| 1      | Sportivo Limpeño          | 13   | 5  | 4  | 1  | 0  | 11 | 3  | 8    | 86,7 % |
| 2      | Estudiantes de Guárico    | 10   | 5  | 3  | 1  | 1  | 5  | 2  | 3    | 66,7 % |
| 3      | Foz Cataratas FC          | 10   | 5  | 3  | 1  | 1  | 8  | 4  | 4    | 66,7 % |
| 4      | Colón                     | 7    | 5  | 2  | 1  | 2  | 8  | 6  | 2    | 46,7 % |
| 5      | Colo-Colo                 | 5    | 3  | 1  | 2  | 0  | 4  | 3  | 1    | 55,6 % |
| 6      | Generaciones Palmiranas   | 4    | 3  | 1  | 1  | 1  | 8  | 3  | 5    | 44,5 % |
| 7      | Ferroviária               | 4    | 3  | 1  | 1  | 1  | 6  | 3  | 3    | 44,5 % |
| 8      | UAI Urquiza               | 4    | 3  | 1  | 1  | 1  | 3  | 2  | 1    | 44,5 % |
| 9      | San Martín de Porres      | 4    | 3  | 1  | 1  | 1  | 5  | 5  | 0    | 44,5 % |
| 10     | Unión Española            | 0    | 3  | 0  | 0  | 3  | 3  | 9  | -6   | 0 %    |
| 11     | Universitario de Deportes | 0    | 3  | 0  | 0  | 3  | 0  | 10 | −10  | 0 %    |
| 12     | Nacional                  | 0    | 3  | 0  | 0  | 3  | 2  | 13 | -11  | 0 %    |

## Goleadoras
| Jugadora         | Equipo                  | Goles |
| ---------------- | ----------------------- | ----- |
| Manuela González | Generaciones Palmiranas | 4     |
| Oriana Altuve    | Colón FC                | 4     |
| Liz Peña         | Sportivo Limpeño        | 3     |
| Yamila Badell    | Colón FC                | 3     |
| Leicy Santos     | Generaciones Palmiranas | 3     |
| Danyelle         | Foz Cataratas FC        | 3     |
| Riveros          | Foz Cataratas FC        | 3     |